# Message-Signaled Interrupts
Message-Signaled Interrupts (MSI) sind eine Art von Interrupts, verfügbar in Computersystemen mit PCI 2.2 und höher. Dabei fordern die MSI-fähigen Geräte eine Behandlung nicht über ein elektronisches Signal an, sondern über Nachrichten, die über den PCI-Bus an eine bestimmte Adresse geschrieben werden.
Wichtige Vorteile dieser Art der Interrupts sind:
- Geräte können unterschiedliche Interrupts (Nachrichten) generieren
- Interrupt-Sharing wird vermieden (keine „feste“ Anzahl wie bei Interruptsignalleitungen)
- Keine Bestätigung, dadurch schneller